# Lijst van coaches van het Braziliaans voetbalelftal
Dit is een lijst van bondscoaches van het Braziliaans voetbalelftal.

## Chronologisch
| Land              | Naam                            | Periode   | Prijzen                                                                |
| ----------------- | ------------------------------- | --------- | ---------------------------------------------------------------------- |
| Vlag van Brazilië | Silvio Lagreca                  | 1914      |                                                                        |
| Vlag van Brazilië | Selectiecomité                  | 1915–1916 | Copa América 1916                                                      |
| Vlag van Brazilië | Chico Netto                     | 1917      |                                                                        |
| Vlag van Brazilië | Selectiecomité                  | 1917      | Copa América 1917                                                      |
| Vlag van Brazilië | Ferreira Netto & Amílcar Barbuy | 1918      |                                                                        |
| Vlag van Brazilië | Selectiecomité                  | 1919      | Copa América 1919                                                      |
| Vlag van Brazilië | Oswaldo Gomes                   | 1920      | Copa América 1920                                                      |
| Vlag van Brazilië | Ferreira Netto                  | 1921      | Copa América 1921                                                      |
| Vlag van Brazilië | Selectiecomité                  | 1922      | Copa América 1922                                                      |
| Vlag van Brazilië | Ferreira Netto                  | 1923      |                                                                        |
| Vlag van Brazilië | Chico Netto                     | 1923      |                                                                        |
| Vlag van Brazilië | Joaquim Guimarães               | 1925      | Copa América 1925                                                      |
| Vlag van Brazilië | Arthur Antunes Moraes & Laís    | 1928–1929 |                                                                        |
| Vlag van Brazilië | Píndaro                         | 1930      |                                                                        |
| Vlag van Brazilië | Luiz Vinhaes                    | 1931–1934 |                                                                        |
| Vlag van Brazilië | Armindo Nobs Ferreira           | 1934–1935 |                                                                        |
| Vlag van Brazilië | Adhemar Pimenta                 | 1936–1938 | Copa América 1937, WK 1938                                             |
| Vlag van Brazilië | Carlos Nascimento               | 1939      |                                                                        |
| Vlag van Brazilië | Silvio Lagreca                  | 1940      |                                                                        |
| Vlag van Brazilië | Jayme Barcelos                  | 1940      |                                                                        |
| Vlag van Brazilië | Adhemar Pimenta                 | 1942      | Copa América 1942                                                      |
| Vlag van Brazilië | Flávio Costa                    | 1944–1950 | Copa América 1945, Copa América 1946, Copa América 1949, WK 1950       |
| Vlag van Brazilië | Zezé Moreira                    | 1952      |                                                                        |
| Vlag van Brazilië | Aymoré Moreira                  | 1953      | Copa América 1953                                                      |
| Vlag van Brazilië | Zezé Moreira                    | 1954–1955 |                                                                        |
| Vlag van Brazilië | Vicente Feola                   | 1955      |                                                                        |
| Vlag van Brazilië | Flávio Costa                    | 1955      |                                                                        |
| Vlag van Brazilië | Osvaldo Brandão                 | 1955–1956 |                                                                        |
| Vlag van Brazilië | Teté                            | 1956      |                                                                        |
| Vlag van Brazilië | Flávio Costa                    | 1956      |                                                                        |
| Vlag van Brazilië | Sylvio Pirillo                  | 1957      | Copa América 1957                                                      |
| Vlag van Brazilië | Pedrinho                        | 1957      |                                                                        |
| Vlag van Brazilië | Vicente Feola                   | 1958–1960 | WK 1958, Copa América 1959, Copa América 1959                          |
| Vlag van Brazilië | Aymoré Moreira                  | 1961–1963 | WK 1962                                                                |
| Vlag van Brazilië | Vicente Feola                   | 1964–1966 |                                                                        |
| Vlag van Brazilië | Aymoré Moreira                  | 1967–1968 |                                                                        |
| Vlag van Brazilië | Dorival Knippel                 | 1968      |                                                                        |
| Vlag van Brazilië | João Saldanha                   | 1969–1970 |                                                                        |
| Vlag van Brazilië | Mário Zagallo                   | 1970–1974 | WK 1970                                                                |
| Vlag van Brazilië | Osvaldo Brandão                 | 1975–1977 | 1/2 finale Copa América 1975                                           |
| Vlag van Brazilië | Cláudio Coutinho                | 1977–1980 | WK 1978, 1/2 finale Copa América 1979                                  |
| Vlag van Brazilië | Telê Santana                    | 1980–1982 |                                                                        |
| Vlag van Brazilië | Carlos Alberto Parreira         | 1983      | Copa América 1983                                                      |
| Vlag van Brazilië | Edu                             | 1983–1984 |                                                                        |
| Vlag van Brazilië | Evaristo                        | 1984–1985 |                                                                        |
| Vlag van Brazilië | Telê Santana                    | 1985–1986 |                                                                        |
| Vlag van Brazilië | Carlos Alberto Silva            | 1987–1988 |                                                                        |
| Vlag van Brazilië | Sebastião Lazaroni              | 1989–1990 | Copa América 1989                                                      |
| Vlag van Brazilië | Falcão                          | 1990–1991 | Copa América 1991                                                      |
| Vlag van Brazilië | Carlos Alberto Parreira         | 1991–1994 | WK 1994                                                                |
| Vlag van Brazilië | Mário Zagallo                   | 1994–1998 | Copa América 1995, Copa América 1997, Confederations Cup 1997, WK 1998 |
| Vlag van Brazilië | Vanderlei Luxemburgo            | 1998–2000 | Copa América 1999, Confederations Cup 1999                             |
| Vlag van Brazilië | Emerson Leão                    | 2000–2001 |                                                                        |
| Vlag van Brazilië | Luiz Felipe Scolari             | 2001–2003 | WK 2002                                                                |
| Vlag van Brazilië | Carlos Alberto Parreira         | 2003–2006 | Copa América 2004, Confederations Cup 2005                             |
| Vlag van Brazilië | Dunga                           | 2006–2010 | Copa América 2007, Confederations Cup 2009                             |
| Vlag van Brazilië | Mano Menezes                    | 2010–2012 |                                                                        |
| Vlag van Brazilië | Luiz Felipe Scolari             | 2012–2014 | Confederations Cup 2013                                                |
| Vlag van Brazilië | Dunga                           | 2014–2016 |                                                                        |
| Vlag van Brazilië | Tite                            | 2016–2022 | Copa América 2019, Copa América 2021                                   |
| Vlag van Brazilië | Ramon Menezes                   | 2023      |                                                                        |
| Vlag van Brazilië | Fernando Diniz                  | 2023      |                                                                        |
| Vlag van Brazilië | Dorival Júnior                  | 2023-     |                                                                        |

## Afbeeldingen

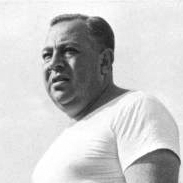
Vicente Feola (1955, 1958-1960, 1964-1966)
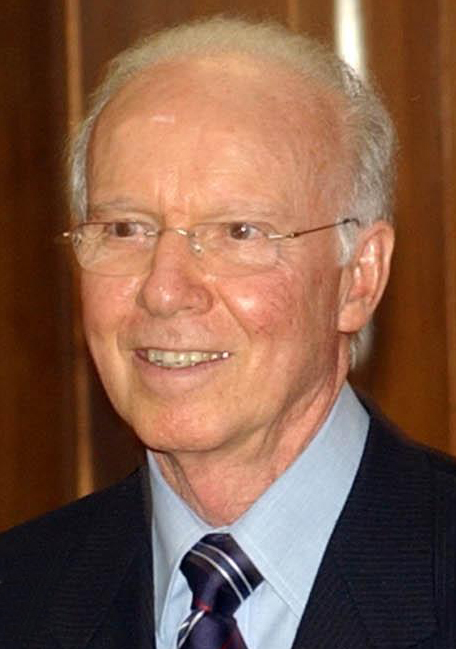
Mário Zagallo (1970-1974, 1994-1998)
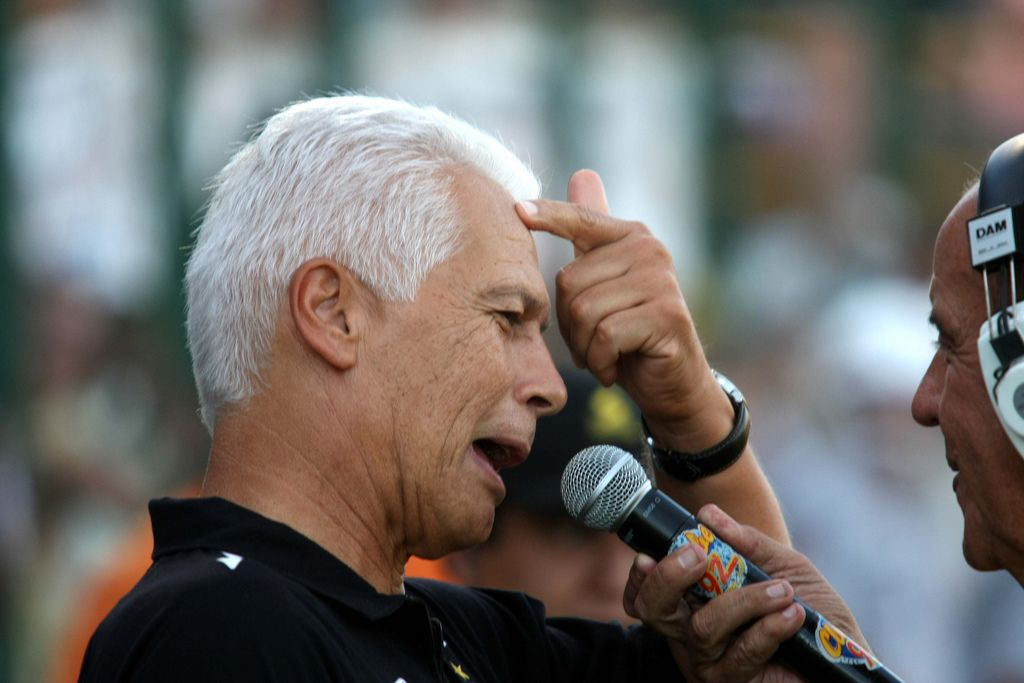
Emerson Leão (2000-2001)
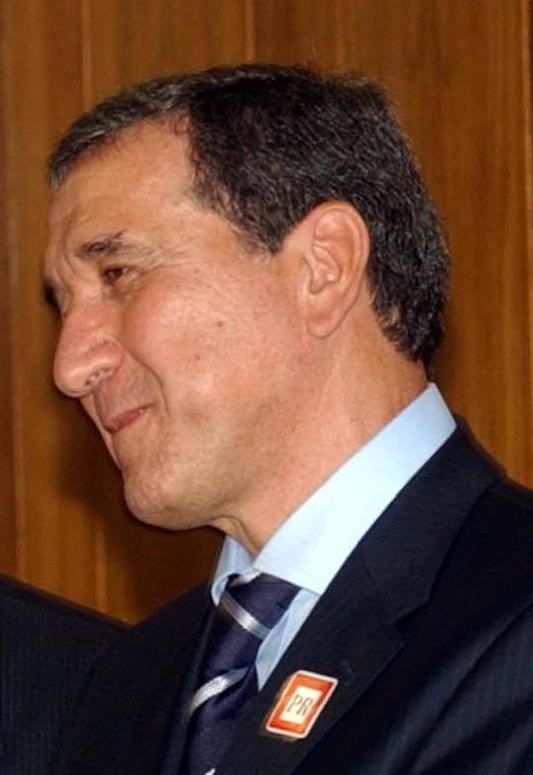
Carlos Alberto Parreira (1983, 1991-1994, 2003-2006)
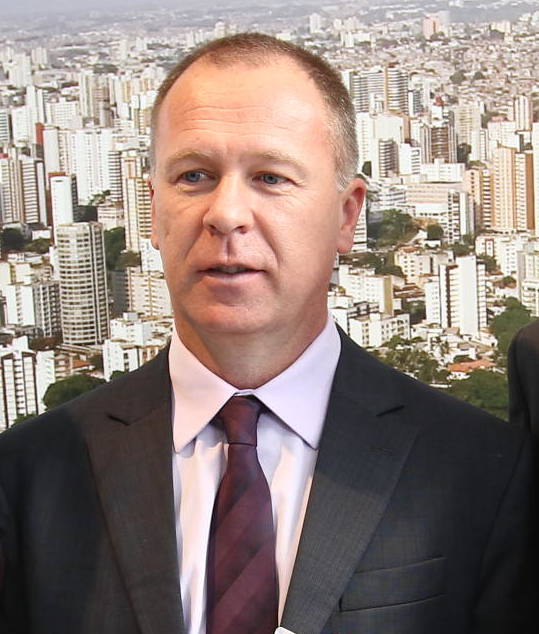
Mano Menezes (2010-2012)
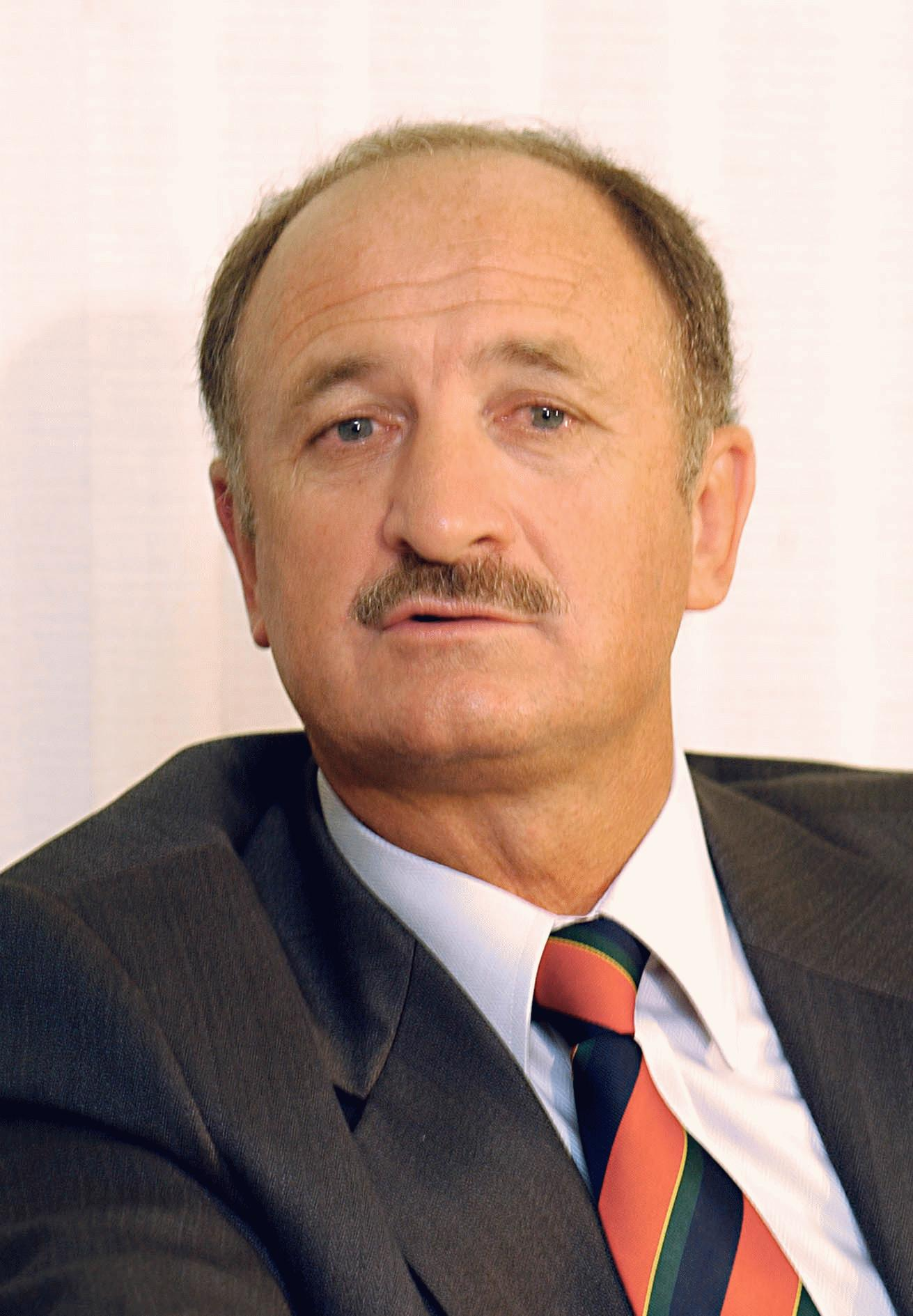
Luiz Felipe Scolari (2001-2003, 2012-2014)
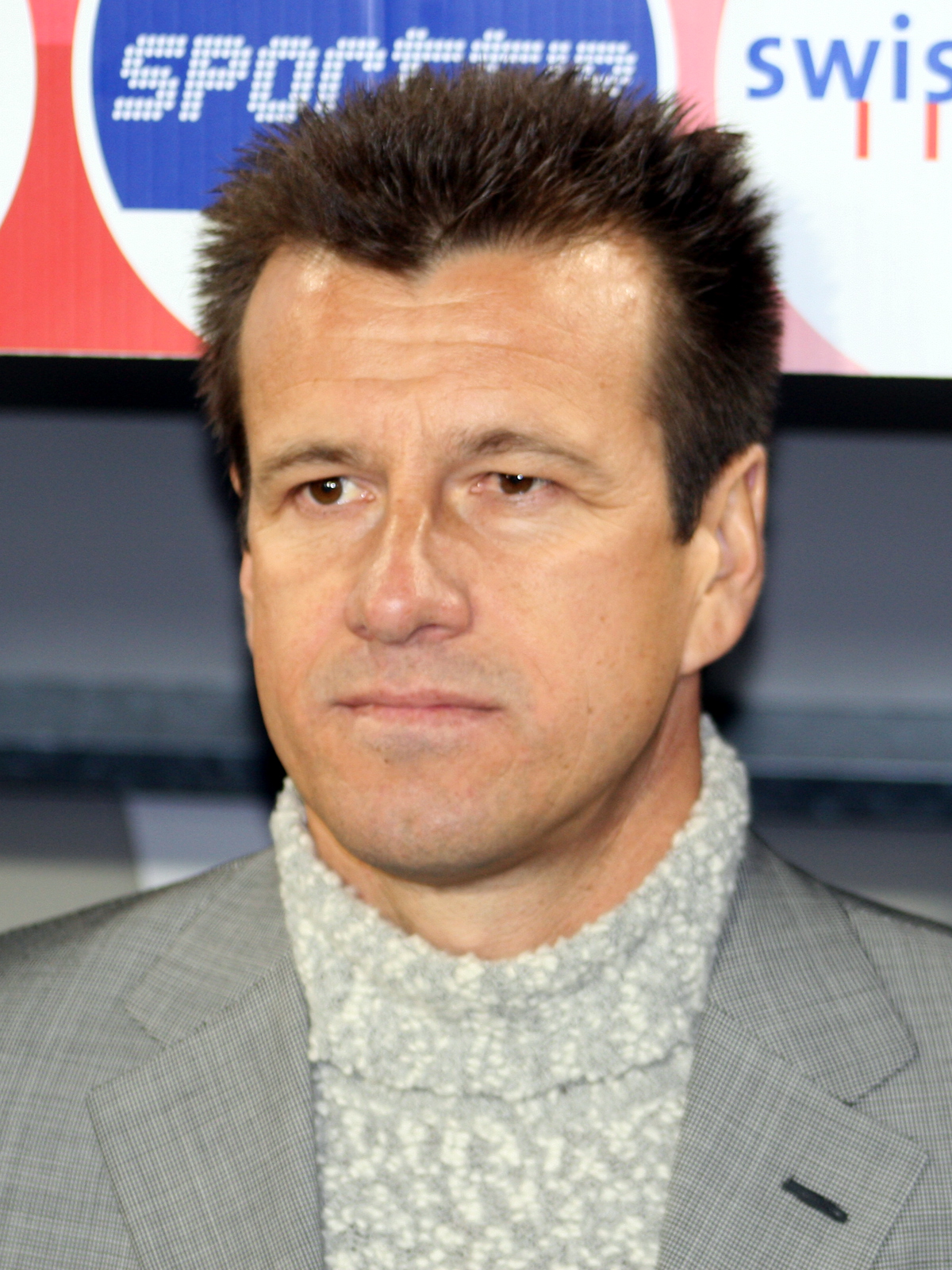
Dunga (2006-2010, 2014-2016)

A-internationals · Selecties · CBF · Braziliaans vrouwenelftal · Olympisch elftal · Bondscoaches
1910 – 1919 · 
1920 – 1929 · 
1930 – 1939 · 
1940 – 1949 · 
1950 – 1959 · 
1960 – 1969 · 
1970 – 1979 · 
1980 – 1989 · 
1990 – 1999 · 
2000 – 2009 · 
2010 – 2019 · 
2020 – 2029
WK 1930 · 
WK 1934 · 
WK 1938 · 
WK 1950 · 
WK 1954 · 
WK 1958 · 
WK 1962 · 
WK 1966 · 
WK 1970 · 
WK 1974 · 
WK 1978 · 
WK 1982 · 
WK 1986 · 
WK 1990 · 
WK 1994 · 
WK 1998 · 
WK 2002 · 
WK 2006 · 
WK 2010 · 
WK 2014 · 
WK 2018 · 
WK 2022
OS 1952 · 
OS 1960 · 
OS 1964 · 
OS 1968 · 
OS 1972 · 
OS 1976 · 
OS 1984 · 
OS 1988 · 
OS 1996 · 
OS 2000 · 
OS 2008 · 
OS 2012 · 
OS 2016 · 
OS 2020
1914 · 
1915 · 
1916 · 
1917 · 
1918 · 
1919 · 
1920 · 
1921 · 
1922 · 
1923 · 
1924 · 
1925 · 
1926 · 
1927 · 
1928 · 
1929 · 
1930 · 
1931 · 
1932 · 
1933 · 
1934 · 
1935 · 
1936 · 
1937 · 
1938 · 
1939 · 
1940 · 
1941 · 
1942 · 
1943 · 
1944 · 
1945 · 
1946 · 
1947 · 
1948 · 
1949 · 
1950 · 
1951 · 
1952 · 
1953 · 
1954 · 
1955 · 
1956 · 
1957 · 
1958 · 
1959 · 
1960 · 
1961 · 
1962 · 
1963 · 
1964 · 
1965 · 
1966 · 
1967 · 
1968 · 
1969 · 
1970 · 
1971 · 
1972 · 
1973 · 
1974 · 
1975 · 
1976 · 
1977 · 
1978 · 
1979 · 
1980 · 
1981 · 
1982 · 
1983 · 
1984 · 
1985 · 
1986 · 
1987 · 
1988 · 
1989 · 
1990 · 
1991 · 
1992 · 
1993 · 
1994 · 
1995 · 
1996 · 
1997 · 
1998 · 
1999 · 
2000 · 
2001 · 
2002 · 
2003 · 
2004 · 
2005 · 
2006 · 
2007 · 
2008 · 
2009 · 
2010 · 
2011 · 
2012 · 
2013 · 
2014 · 
2015 · 
2016 · 
2017 · 
2018 ·
2019 ·
2020 ·
2021
Algerije ·
Andorra ·
Argentinië ·
Australië ·
België ·
Bolivia ·
Bosnië en Herzegovina ·
Bulgarije ·
Canada ·
Chili ·
China ·
Colombia ·
Congo-Kinshasa ·
Costa Rica ·
Denemarken ·
DDR ·
Duitsland ·
Ecuador ·
Egypte ·
El Salvador ·
Engeland ·
Estland ·
Finland ·
Frankrijk ·
Gabon ·
Ghana ·
Griekenland ·
Guatemala ·
Guinee ·
Haïti ·
Honduras ·
Hongarije ·
Hongkong ·
Ierland ·
IJsland ·
Irak ·
Iran ·
Israël ·
Italië ·
Ivoorkust ·
Jamaica ·
Japan ·
Joegoslavië ·
Kameroen ·
Kroatië ·
Letland ·
Litouwen ·
Luxemburg ·
Maleisië ·
Marokko ·
Mexico ·
Nederland ·
Nieuw-Zeeland ·
Nigeria ·
Noord-Ierland ·
Noord-Korea ·
Noorwegen ·
Oekraïne ·
Oman ·
Oostenrijk ·
Panama ·
Paraguay ·
Peru ·
Polen ·
Portugal ·
Qatar .
Roemenië ·
Rusland ·
Saoedi-Arabië ·
Senegal ·
Servië ·
Schotland ·
Slowakije ·
Sovjet-Unie ·
Spanje ·
Tanzania ·
Thailand ·
Tsjechië ·
Tsjecho-Slowakije ·
Tunesië ·
Turkije ·
Uruguay ·
Venezuela ·
Verenigde Arabische Emiraten ·
Verenigde Staten ·
Wales ·
Zambia ·
Zimbabwe ·
Zuid-Afrika ·
Zuid-Korea ·
Zweden ·
Zwitserland
Argentinië (1982) ·
Argentinië (2005) ·
Australië (1997) ·
Australië (2006) ·
België (2018) ·
Chili (2014) ·
China (2002) ·
Colombia (2014) ·
Costa Rica (2018) ·
Duitsland (2002) ·
Duitsland (2014) ·
Frankrijk (1998) ·
Frankrijk (2006) ·
Ghana (2006) ·
Hongarije (1954) ·
Italië (1970) ·
Italië (1982) ·
Italië (1994) ·
Japan (2006) ·
Kameroen (2014) ·
Kameroen (2022) ·
Kroatië (2006) ·
Kroatië (2014) ·
Kroatië (2022) ·
Mexico (1999) ·
Mexico (2014) ·
Mexico (2018) ·
Nederland (2014) ·
Portugal (2010) ·
Servië (2018) ·
Spanje (2013) ·
Tsjecho-Slowakije (1962, 2) ·
Turkije (2002, 1) ·
Uruguay (1950) ·
Verenigde Staten (2009, 2) ·
Zweden (1958) ·
Zwitserland (2018)